# Parepierus monticola
Parepierus monticola är en skalbaggsart som först beskrevs av Schmidt 1892.  Parepierus monticola ingår i släktet Parepierus och familjen stumpbaggar. Inga underarter finns listade i Catalogue of Life.